# Glomeridae
Famille
Les Glomeridae forment une famille de myriapodes (mille-pattes) diplopodes. Certaines espèces sont cavernicoles et étudiées en biospéologie.

## Liste des genres
En Europe, selon Fauna Europaea (28 févr. 2015) :
- Adenomeris
- Cantabromeris
- Doderia
- Epiromeris
- Geoglomeris
- Glomeris
- Haploglomeris
- Hyleoglomeris
- Loboglomeris
- Onychoglomeris
- Rhyparomeris
- Schismaglomeris
- Simplomeris
- Spelaeoglomeris
- Strasseria
- Tectosphaera
- Trachysphaera

## GenreTrachysphaera
Genre de petits Diplopodes souterrains ou épigés et muscicoles, propres aux régions calcaires de l'arc alpin, se rencontrant des Pyrénées aux Balkans et au Caucase, appelés autrefois "gervaisia" et représentant la tribu des Trachysphaerini Mauries, 1971.
Il comporte notamment l'espèce Trachysphaera lobata (Ribaut) qui fait partie de la faune cavernicole française.
Il s'agit d'une espèce de petite taille, aveugle et blanchâtre, ressemblant soit à une petite goutte de "stéarine" tombée sur le sol (selon Jeannel, 1926), surtout lorsqu'elle s'y enroule par volvation, soit à une moisissure sur l'argile, le guano ou des débris ligneux.
Cette teinte blanchâtre est moins due à une décoloration du tégument qu'à un dépôt superficiel de matériel d'aspect "calcaire" et surtout, à des reliefs "ornementaux" se disposant  en rangées transversales sur la carène des tergites (crête, versants) : les "nodules bacillifères" de Brölemann (1914) ou "tubercules bâtonifères" de Ribaut (1954). Le premier parait issu d'orifices ou pores perçant le fond de fossettes tégumentaires arrondies, les présumées "glandes à cupules" de Bröleman (1913). Les reliefs correspondent en fait à une sécrétion coagulée se concrétant autour d'un phanère (poil) paraxial pour former le tubercule bâtonifère.  Ce dernier est constitué par un socle conique de substance dense qui se délite au sommet en une "panache" de feuillets entrecroisés et tend à masquer les pores inédits qui l'ont émise.
Ces mêmes glandes de Bröleman et l'appareil producteur des tubercules bâtonifères ont été étudiées sur les plans histologique et ultrastructural (Lopez,1984). Le matériel provenait de la grotte du Gourp des Bœufs (St Jean du Minervois : ouest de l'Hérault : Occitanie).
Dans les deux cas, il s'agit de glandes épidermiques exocrines dispersées présentant toujours la même ultrastructure, que leur sécrétion soit libérée dans une cupule ou sous forme de tubercule bâtonifère. Chacune d'elles est une unité glandulaire (2 ou 3 par tubercule, 1 seule par cupule) se rattachant à la "classe 3" de Noirot et Quennedey (1974) : elle comporte en effet deux adénocytes, une cellule intermédiaire, une cellule du canal avec des caractères sécrétoires et un canalicule excréteur  aboutissant au pore.
Le phanère est un poil oblique creux, noyé dans le socle du tubercule et en rapport, par sa base, avec un petit organe nerveux. Ce dernier est un sensille mécanorécepteur comportant un neurone bipolaire, avec dendrite pourvu de deux corps tubulaires caractéristiques sous la base du poil, et deux cellules enveloppes, interne et externe.
La sécrétion élaborée par les adénocytes est dense, homogène, riche en mucosubstances peu acides et contenant aussi des sels minéraux, calcium en particulier pouvant provenir de la cellule du canal. Elle emplit les cupules, édifie chaque tubercule autour de son poil dont l'axe nerveux pourrait régler le débit sécrétoire par arc réflexe élémentaire, et s'étale aussi en un film très mince sur toute l'étendue des tergites. Son rôle n'est probablement pas  phéromonal mais plutôt protecteur, soit contre les facteurs physico-chimiques du milieu souterrain, soit contre d'éventuels prédateurs par camouflage et homochromie.